# Jetze Plat
Pour les articles homonymes, voir Plat.
Jetze Plat né le 10 juin 1991 à Amsterdam est un triathlète et un cycliste handisport néerlandais. Quadruple champion paralympique, deux fois en triathlon aux Jeux paralympiques de Rio et de Tokyo et deux fois en cyclisme sur route aux Jeux paralympiques de Tokyo, l’athlète est également sextuple champion d'Europe PT1/PTHC et quadruple champion du monde de paratriathlon TP1/PTHC.

## Biographie
Jetze Plat naît avec une cuisse gauche raccourcie et sans cuisse droite. À seize ans, le Néerlandais choisir de se faire amputer du pied droit.
En octobre 2017, Jetze Plat termine son premier Ironman à Hawaï soit 3,8 km de natation, 180 km de handbike et un marathon en fauteuil de course, une épreuve qui le rend plus fort pour la suite de sa carrière.
En mars 2019, Jetze Plat bat le record du monde de handbike en réussissant à parcourir 44,749 km sur le vélodrome d'Alkmaar, effaçant nettement l'ancien record de Geert Schipper avec 42,165 km.
Après le report des Jeux paralympiques d'été de 2020, Jetze Plat passe plus de temps à faire de la moto-cross. En juin 2020, Plat subit un traumatisme crânien et est blessé à la colonne vertébrale à la suite d'un accident de moto-cross. Après une nuit à l’hôpital, il rentre chez lui avec un collier cervical qu'il doit porter six semaines.
Lors des Jeux paralympiques d'été de 2020, Jetze Plat est désigné porte-drapeau de la délégation néerlandaise en compagnie de Fleur Jong. Il réussit son défi de devenir champion paralympique dans deux sports différents, le cyclisme et le triathlon, à quelques jours d'intervalle. Cette performance lui vaut d'être désigné athlète paralympique néerlandais de 2021 en fin d'année.

## Palmarès

### Triathlon
Le tableau présente les résultats les plus significatifs (podium) obtenus sur le circuit international de paratriathlon depuis 2013,. 
| Année | Paratriathlon                                  | Pays                | Position                          | Temps           |
| ----- | ---------------------------------------------- | ------------------- | --------------------------------- | --------------- |
| 2022  | Championnats du monde de paratriathlon PTWC    | Canada              | Médaille d'or                     | 56 min 25 s     |
| 2022  | Championnats d'Europe de paratriathlon PTWC    | Pologne             | Médaille d'or                     | 42 min 13 s     |
| 2021  | Championnats du monde de paratriathlon PTWC    | Émirats arabes unis | Médaille d'or                     | 56 min 15 s     |
| 2021  | Championnats d'Europe de paratriathlon PTWC    | Espagne             | Médaille d'or                     | 57 min 51 s     |
| 2021  | Championnats des Pays-Bas PTWC                 | Pays-Bas            | Médaille d'or                     | 56 min 11 s     |
| 2021  | Jeux paralympiques de Tokyo PTWC               | Japon               | Médaille d'or                     | 57 min 51 s     |
| 2021  | AJ Bell - Étape de Leeds                       | Royaume-Uni         | Médaille d'or                     | 1 h 1 min 47 s  |
| 2021  | World Series - Étape de Yokohama               | Japon               | Médaille d'or                     | 55 min 16 s     |
| 2020  | Championnats des Pays-Bas PTWC                 | Pays-Bas            | Médaille d'or                     | 50 min 49 s     |
| 2019  | ITU Series PTWC - Étape de Lausanne (Finale)   | Suisse              | Médaille d'or                     | 1 h 2 min 56 s  |
| 2019  | World Series - Étape de Montréal               | Canada              | Médaille d'or                     | 56 min 16 s     |
| 2019  | Championnats des Pays-Bas PTWC                 | Pays-Bas            | Médaille d'or                     | 51 min 38 s     |
| 2019  | ITU Series PTWC - Étape de Milan               | Espagne             | Médaille d'or                     | 54 min 34 s     |
| 2018  | ITU Series TPHC - Étape de Gold Coast (Finale) | Australie           | Médaille d'or                     | 57 min 3 s      |
| 2018  | ITU World Series - Étape de Franciacorta       | Italie              | Médaille d'or                     | 57 min 35 s     |
| 2018  | Championnats des Pays-Bas PTWC                 | Pays-Bas            | Médaille d'or                     | 56 min 13 s     |
| 2018  | World Series - Étape de Yokohama               | Japon               | Médaille d'or                     | 56 min 21 s     |
| 2017  | Championnats du monde de paratriathlon PTHC    | Pays-Bas            | Médaille d'or, monde              | 1 h 2 min 18 s  |
| 2017  | Championnats d'Europe de paratriathlon PTHC    | Autriche            | Médaille d'or, Europe             | 1 h 2 min 17 s  |
| 2017  | ITU Series TPHC - Étape de Gold Coast          | Australie           | Médaille d'or                     | 58 min 22 s     |
| 2016  | Jeux paralympiques de Rio PT1                  | Brésil              | Médaille d'or, Jeux paralympiques | 0 h 59 min 31 s |
| 2016  | Championnats d'Europe de paratriathlon PT1     | Portugal            | Médaille d'or, Europe             | 57 min 52 s     |
| 2016  | ITU Series PT1 - Étape de Strathclyde          | Royaume-Uni         | Médaille d'or                     | 58 min 21 s     |
| 2016  | Championnats du monde de paratriathlon PT1     | Pays-Bas            | Médaille d'or, monde              | 1 h 0 min 1 s   |
| 2015  | ITU Series PT1 - Étape de Madrid               | Espagne             | Médaille d'or                     | 1 h 8 min 36 s  |
| 2015  | Championnats d'Europe de paratriathlon PT1     | Suisse              | Médaille d'or, Europe             | 54 min 8 s      |
| 2015  | Championnats du monde de paratriathlon PT1     | États-Unis          | Médaille de bronze, monde         | 1 h 0 min 32 s  |
| 2014  | Championnats d'Europe de paratriathlon PT1     | Autriche            | Médaille d'or, Europe             | 59 min 48 s     |
| 2014  | ITU Series PT1 - Étape de Madrid               | Espagne             | Médaille d'or                     | 1 h 12 min 4 s  |
| 2013  | ITU Series TR1 - Étape de Londres (Finale)     | Royaume-Uni         | Médaille d'argent                 | 1 h 1 min 42 s  |

### Cyclisme
- Jeux paralympiques de Rio 2016
  -  Médaillé de bronze (contre-la-montre sur route H4)
- Jeux paralympiques de Tokyo 2020
  -  Médaillé d'or (contre-la-montre sur route H4)
  -  Médaillé d'or (course en ligne H4)